# Rhaphidorrhynchium noduliferum
Rhaphidorrhynchium noduliferum är en bladmossart som beskrevs av Brotherus 1925. Rhaphidorrhynchium noduliferum ingår i släktet Rhaphidorrhynchium och familjen Sematophyllaceae. Inga underarter finns listade i Catalogue of Life.